# Thorsø Bæk
Thorsø Bæk er et vandløb i Midtjylland. Det har sit udspring i Haurum Mose i Haurum Sogn. Herfra løber det mod vest gennem Thorsø by. Ved Drøsbro i Vejerslev Sogn løber den ud i Borre Å og derigennem til Gudenåen.
|  | Denne artikel om lokaliteten Thorsø Bæk kan blive bedre, hvis der indsættes et (bedre) billede. Du kan hjælpe ved at afsøge Wikimedia Commons for et passende billede eller lægge et op på Wikimedia Commons med en af de tilladte licenser og indsætte det i artiklen. |

|  | Infoboks uden skabelon Denne artikel har en infoboks dannet af en tabel eller tilsvarende. |

56°18′35″N 9°46′11″Ø / 56.3098°N 9.7698°Ø